# Phúc Lợi (phường)
Phúc Lợi là một phường thuộc thành phố Hà Nội, Việt Nam.
Phường Phúc Lợi được thành lập năm 2003 trên cơ sở toàn bộ 619,69 ha diện tích tự nhiên và 7.820 người của xã Hội Xá, huyện Gia Lâm.

## Địa lý
Địa giới hành chính phường Phúc Lợi: T 
- Phía Đông tiếp giáp các xã Phù Đổng, Thuận An (đi theo ranh giới cấp huyện cũ và đường giao thông)
- Phía Tây tiếp giáp phường Việt Hưng, Long Biên (ranh giới đi theo phố Đào Đình Luyện - đường Nguyễn Văn Linh)
- Phía Nam tiếp giáp xã Gia Lâm, phường Long Biên (ranh giới đi theo đường QL5 - đường CT37)
- Phía Bắc tiếp giáp phường Việt Hưng, xã Phù Đổng (ranh giới đi theo đường giao thông quy hoạch - sông Đuống)

## Lịch sử
Trước cách mạng tháng 8 năm 1945, Quán Tình, Tình Quang, Hội Xá, Vụ Đồng, Nông Vụ Thượng, Nông Vụ Đông thuộc tổng Đặng Xá, phủ Thuận Thành, huyện Gia Lâm, tỉnh Bắc Ninh. Đời sống của nhân dân chủ yếu dựa vào sản xuất nông nghiệp trồng lúa, ngô, rau mầu, chăn nuôi và làm thuê cho địa chủ phong kiến, còn buôn bán chỉ là nhỏ lẻ; thôn Nông Vụ Đông có nghề làm quạt truyền thống được nhân dân ưa chuộng nên đời sống kinh tế khá hơn các thôn còn lại, đến nay chỉ còn vài gia đình giữ được nghề đó.
Theo các cụ cao tuổi và trong thần tích còn lưu giữ, các thôn Nông Vụ Thượng, Nông Vụ Đông, Nông Vụ Trung trước kia là một trang trại Nông Vụ được phù sa màu mỡ của dòng sông Thiên Đức (sông Đuống) bồi đắp, có giao thông thuận lợi nên kinh tế phát triển, cư dân ngày càng đông đúc nên đã tách ra thành ba thôn, ngoài ra còn có tên gọi nôm là: Vo Thượng, Vo Trung, Vo Đông. Cả ba thôn này trong thời gian Pháp đô hộ gọi là xã Nông Vụ thuộc tổng Đặng Xá, Gia Lâm, Bắc Ninh.
Cũng theo các cụ cao tuổi, có một bộ phận dân cư về sinh sống cạnh làng Nông Vụ Thượng (Vo Thượng) và thành lập một làng khoảng 20 hộ gia đình gọi là làng Vụ Đồng.
Vào thời Lê, thôn Hội Xá gọi là Hộ Xá. Đến năm Duy Tân thứ 10 (1916) đổi thành Hội Xá. Năm Bảo Đại thứ 10 (1935) Hội Xá thuộc tổng Đặng Xá, huyện Gia Lâm, tỉnh Bắc Ninh.
Tháng 2 năm 1948, theo yêu cầu của tình hình cách mạng, cấp trên cho thành lập các xã theo địa bàn hành chính mới của huyện Gia Lâm, trong đó có xã Trường Chinh thuộc huyện Gia Lâm, tỉnh Bắc Ninh gồm 7 thôn (làng) là Quán Tình, Tình Quang, Hội Xá, Vụ Đồng, Vo Thượng, Vo Trung, Vo Đông.
Đến tháng 5 năm 1955, xã Trường Chinh được tách thành 2 xã là Giang Biên và Phúc Lợi. Xã Giang Biên có 2 thôn Tình Quang và Quán Tình; xã Phúc Lợi có 5 thôn: Hội Xá, Vụ Đồng, Vo Thượng, Vo Trung, Vo Đông thuộc huyện Gia Lâm, tỉnh Bắc Ninh.
Tháng 2 năm 1960, theo Nghị quyết của chi bộ và sự nhất trí của cấp trên, hai thôn Vụ Đồng và Vo Thượng sáp nhập làm một lấy tên là thôn Thượng Đồng.
Ngày 21 tháng 4 năm 1961, toàn bộ huyện Gia Lâm cắt chuyển về thành phố Hà Nội theo Quyết định của Quốc hội khóa II, kỳ họp thứ 2, xã Phúc Lợi thuộc quận VIII ngoại thành Hà Nội.
Năm 1965, nhằm giáo dục truyền thống chống giặc ngoại xâm, huyện Gia Lâm đổi tên xã Phúc Lợi thành xã Hội Xá.
Từ ngày 1 tháng 1 năm 2004, xã Hội Xá trở thành phường Phúc Lợi thuộc quận Long Biên, thành phố Hà Nội theo Nghị định số 132/2003/NĐ-CP về thành lập quận Long Biên. Thời gian này xã tiếp nhận khu tập thể quân đội Tổng cục hậu cần thành tổ 20 và khu tập thể cầu 14, cơ khí may thành tổ 21.
Khu đô thị sinh thái Vinhomes Riverside nằm phần lớn tại phường này.
Ngày 16 tháng 6 năm 2025, Quốc hội Việt Nam quyết định sắp xếp một phần diện tích tự nhiên, quy mô dân số của phường Thạch Bàn, Giang Biên, Việt Hưng, Phúc Lợi, Phúc Đồng thuộc quận Long Biên cũ và một phần xã Cổ Bi thuộc huyện Gia Lâm cũ thành phường mới có tên gọi là phường Phúc Lợi.

## Địa chỉ trụ sở các cơ quan
- Trụ sở Đảng ủy phường: Số 247A, đường Nguyễn Văn Linh, phường Phúc Lợi (Địa chỉ cũ: Số 247A, đường Nguyễn Văn Linh, phường Phúc Đồng, quận Long Biên)
- Trụ sở UBND phường: Tổ 6, phường Phúc Lợi (Địa chỉ cũ: Tổ 6, phường Phúc Lợi, quận Long Biên)